# إيدا إلين بايلي
إيدا إلين بايلي (بالإنجليزية: Ada Ellen Bayly)‏ (25 مارس 1857، برايتون في المملكة المتحدة - 8 فبراير 1903)؛ كاتِبة وروائية بريطانية.